# Anommatocoris
Anommatocoris is een geslacht van wantsen uit de familie van de Tingidae (Netwantsen). Het geslacht werd voor het eerst wetenschappelijk beschreven door China in 1945.

## Soorten
Het genus bevat de volgende soorten:

- Anommatocoris araguanus Guidoti, Montemayor, Campos & Guilbert, 2020
- Anommatocoris bolivianus Schuh, Cassis & Guilbert, 2006
- Anommatocoris coibensis López, Costas & Vázquez, 2016
- Anommatocoris coleopteratus (Kormilev, 1955)
- Anommatocoris knudsoni Guidoti, Montemayor, Campos & Guilbert, 2020
- Anommatocoris minutissimus China, 1945
- Anommatocoris schuhi Guidoti, Montemayor, Campos & Guilbert, 2020
- Anommatocoris serratus Guidoti, Montemayor, Campos & Guilbert, 2020
- Anommatocoris sucreanus Guidoti, Montemayor, Campos & Guilbert, 2020
- Anommatocoris zeteki Drake & Froeschner, 1962